# Itämäjärvi
Itämäjärvi är en sjö i Finland. Den ligger i kommunen Enontekis i landskapet Lappland, i den norra delen av landet, 900 km norr om huvudstaden Helsingfors. Itämäjärvi ligger 364,6 meter över havet. Arean är 68,6 hektar och strandlinjen är 3,73 kilometer lång. Sjön  ingår i Torne älvs huvudavrinningsområde.   Omgivningarna runt Itämäjärvi är i huvudsak ett öppet busklandskap.